# Coregonus peled
Coregonus peled là một loài cá trắng nước ngọt trong họ Salmonidae. Nó được tìm thấy ở phía bắc Lục địa Á-Âu.